# Väkevänjärvi
Väkevänjärvi är en sjö i Finland. Den ligger i kommunen Villmanstrand i landskapet Södra Karelen, i den södra delen av landet, 170 km öster om huvudstaden Helsingfors. Väkevänjärvi ligger 20,3 meter över havet. Arean är 4,53 kvadratkilometer och strandlinjen är 24,78 kilometer lång. Sjön  ingår i Urpalanjokis huvudavrinningsområde.   I omgivningarna runt Väkevänjärvi växer i huvudsak blandskog. Den sträcker sig 3,6 kilometer i nord-sydlig riktning, och 2,8 kilometer i öst-västlig riktning.
I övrigt finns följande i Väkevänjärvi:
- Väkevänsaari (en ö)
- Räisynluoto (en ö)
- Kerunluoto (en ö)
- Ytiluoto (en ö)
- Törisevänluodot (en ö)

I övrigt finns följande vid Väkevänjärvi:
- Hujakanniemi (en halvö)
- Myllylampi (en sjö)